# Ракаиа (избирательный округ)
Рака́иа — бывший парламентский избирательный округ в Новой Зеландии, в регионе Кентербери, существовавший с 1972 по 1978 годы и с 1993 по 2008 годы.
Членами Палаты представителей от округа Ракаиа в разные годы были: бывшая премьер-министр Дженни Шипли — с 1993 по 2002 годы и Брайан Коннелл — с 2002 по 2008 годы.

## Населённые пункты
После выборов 1969 года на Южном острове Новой Зеландии было зарегистрировано 25 избирательных округов, при этом на Северном острове продолжающийся рост населения привёл к увеличению количества избирательных округов. На выборах 1969 года было 84 избирательных округа, а после перераспределения в 1972 году для Северного острова было создано три дополнительных мандата, в результате чего общее количество депутатов от Северного острова достигло 87. Вместе с ростом урбанизации Крайстчерча и Нельсона, эти изменения оказались пагубными для существующих избирательных округов. На Южном острове три избирательных округа были упразднены, и три были вновь созданы (включая избирательный округ Ракаиа). На Северном острове пять округов были упразднены, два бывших округа были восстановлены, и шесть избирательных округов были созданы дополнительно.
Избирательный округ Ракаиа включал следующие населённые пункты:
- Ашбертон
- Дарфилд
- Листон[англ.]
- Линкольн
- Метвен[англ.]
- Ракаиа
- Роллстон
- Саутбридж[англ.]
- Уэст-Мелтон

## История
В Палате представителей мандат от избирательного округа Ракаиа существовал с 1972 по 1978 годы. Депутатом от Ракаиа был Колин Маклахлан, член Национальной партии Новой Зеландии. До этого и после он был депутатом от избирательного округа Селуин. Мандат был воссоздан в 1993 году как замена мандату избирательного округа Ашбертон.
В связи с изменением границ избирательных округов в преддверии всеобщих выборов 2008 года, избирательный округ Ракаиа прекратил своё существование. Его избиратели были перераспределены между новыми округами — Рангитата и Селуин.
На выборах 2008 года ожидалось, что в Селуине голоса будут отданы представителям национальной партии, а в Рангитата — лейбористам, из-за присутствия города Тимару. Действительно, голоса избирателей в Селуине были отданы за Эми Адамс, представительницу национальной партии, а в Рангитата победила её коллега—однопартиец, Джо Гудхью.

### Члены парламента
Национальная партия
| Выборы                                              | Победитель | Победитель      |
| --------------------------------------------------- | ---------- | --------------- |
| 1972                                                |            | Колин Маклахлан |
| 1975                                                |            | Колин Маклахлан |
| (Избирательный округ был упразднён в 1978—1993 гг.) |            |                 |
| 1993                                                |            | Дженни Шипли    |
| 1996                                                |            | Дженни Шипли    |
| 1999                                                |            | Дженни Шипли    |
| 2002                                                |            | Брайан Коннелл  |
| 2005                                                |            | Брайан Коннелл  |

## Результаты выборов

### 1972 год
| Парламентские выборы 1972: Ракаиа | Парламентские выборы 1972: Ракаиа             | Парламентские выборы 1972: Ракаиа | Парламентские выборы 1972: Ракаиа | Парламентские выборы 1972: Ракаиа | Парламентские выборы 1972: Ракаиа |
| Партия                            | Партия                                        | Кандидат                          | Голоса                            | %                                 | ±%                                |
| --------------------------------- | --------------------------------------------- | --------------------------------- | --------------------------------- | --------------------------------- | --------------------------------- |
|                                   | Национальная партия Новой Зеландии            | Колин Маклахлан                   | 8557                              | 54,1                              |                                   |
|                                   | Лейбористская партия Новой Зеландии           | Алекс Кларк (англ. Alex Clark)    | 6424                              | 40,6                              |                                   |
|                                   | Партия социального кредита                    | Р. Хупер (англ. R H Hooper)       | 754                               | 4,7                               |                                   |
|                                   | Новая демократическая партия (Новая Зеландия) | Е. Уолл (англ. E V Wall)          | 90                                | 0,6                               |                                   |
| Большинство                       | Большинство                                   | Большинство                       | 2133                              | 13,5                              |                                   |
| Явка                              | Явка                                          | Явка                              | 17 282                            | 89,3                              |                                   |

### 1975 год
| Парламентские выборы 1975: Ракаиа | Парламентские выборы 1975: Ракаиа   | Парламентские выборы 1975: Ракаиа | Парламентские выборы 1975: Ракаиа | Парламентские выборы 1975: Ракаиа | Парламентские выборы 1975: Ракаиа |
| Партия                            | Партия                              | Кандидат                          | Голоса                            | %                                 | ±%                                |
| --------------------------------- | ----------------------------------- | --------------------------------- | --------------------------------- | --------------------------------- | --------------------------------- |
|                                   | Национальная партия Новой Зеландии  | Колин Маклахлан                   | 10532                             | 60,0                              | +5,9                              |
|                                   | Лейбористская партия Новой Зеландии | Дж. Лоури (англ. G W Lowrie)      | 5295                              | 30,2                              |                                   |
|                                   | Партия социального кредита          | Дж. Бринсдон (англ. J B Brinsdon) | 988                               | 5,6                               |                                   |
|                                   | Партия ценностей                    | Б. Брокс (англ. B M Brocx)        | 743                               | 4,2                               |                                   |
| Большинство                       | Большинство                         | Большинство                       | 5237                              | 29,8                              | +16,3                             |
| Явка                              | Явка                                | Явка                              | 20 938                            | 84,1                              | -5,2                              |